# Copăcele
Copăcele è un comune della Romania di 1184 abitanti, ubicato nel distretto di Caraș-Severin, nella regione storica del Banato.
Il comune è formato dall'unione di 4 villaggi: Copăcele, Ohaba Mâtnic, Ruginosu, Zorile.